# روشنابدر
روشنابدر هي قرية في مقاطعة طالقان، إيران. يقدر عدد سكانها بـ 71 نسمة بحسب إحصاء 2016.